# Hypoderma urniforme
Hypoderma urniforme är en svampart som beskrevs av C.L. Hou & M. Piepenbr. 2007. Hypoderma urniforme ingår i släktet Hypoderma och familjen Rhytismataceae.   Inga underarter finns listade i Catalogue of Life.